# 苏彦
苏彦，五胡十六国時代後趙、冉魏人物。
苏彦在後趙担任将軍。349年十一月、輔国大将軍石閔（冉閔）与司空李農、右衛将軍王基密谋废黜後趙皇帝石遵。让苏彦、周成共率甲士三千人捕拿石遵。当時，石遵在南台与婦人弹棋。问道：“反者是谁？”周成回答：“义阳王石鉴当立。”石遵说：“我尚且如此，石鉴能几时！”蘇彦于是在琨華殿杀了石遵，擁立石鉴为皇帝。
350年正月，冉閔建立魏国，任命苏彦为常山郡太守。352年正月，在襄国称皇帝的刘显攻打常山，苏彦向皇帝冉閔請求援軍。冉閔自亲自率騎兵八千前来救援，冉閔大勝刘显，攻入襄国，灭亡刘显勢力。四月，前燕輔国将軍慕容恪举兵討伐冉魏、冉閔在魏昌廉台迎击燕军，战敗被俘。同月，前燕輔弼将軍慕容評派中尉侯龕率騎兵一万包围鄴城、苏彦放棄常山逃至新興。其後事迹不明。